# 姜孝林
姜孝林（英語：Danielle Grace Kang，1992年10月20日—），美籍韓裔女子職業高爾夫球運動員，曾經以業餘身份於2010年和2011年連續兩年奪得美國女子業餘高爾夫錦標賽冠軍，隨即以19歲之齡轉打職業賽，在2017年贏得LPGA錦標賽。
姜孝林在美國出生，父母都是來自韓國的移民。她的兄長也是一位職業高爾夫球運動員。

## 外部連結
- 姜孝林在女子高爾夫世界排名官方網站
- Danielle Kang results at Yahoo! Sports （页面存档备份，存于）
- Profile at Pepperdine Athletics site （页面存档备份，存于）